# Ère Karoku
L'ère Karoku (嘉禄) est une des ères du Japon (年号, nengō, lit. « nom de l'année ») après l'ère Gennin et avant l'ère Antei. Cette ère couvre la période allant du mois d'avril 1225 au mois de décembre 1227. L'empereur régnant est Go-Horikawa-tennō (後堀河天皇).

## Changement d'ère
- 1225 Karoku gannen (嘉禄元年?) : Le nom de la nouvelle ère est créé pour marquer un événement ou une succession d'événements. La précédente ère se termine quand commence la nouvelle, en Gennin 2.

## Événements de l'ère Karoku
- 1225 (Karoku 1, 11e mois) : À Kamakura, la cérémonie de la majorité de Kujō Yoritsune a lieu quand il a 8 ans mais le contrôle de toutes les affaires du bakufu reste entièrement entre les mains de  Hōjō Yasutoki, le régent (shikken)[3].
- 1225 (Karoku 1, 12e mois) : L'empereur  Go-Horikawa se rend en procession formelle aux sanctuaires d'Iwashimizu Hachiman-gū et de Kamo-jinja[3].
- 1226 (Karoku 2,1re mois) : L'empereur élève Yoritsune au premier rang de  cinquième classe, au sommet de la hiérarchie aristocratique de cour (le dōjō kuge)[3].

| Karoku    | 1re  | 2e   | 3e   |
| Grégorien | 1225 | 1226 | 1227 |